# هالة كيرليان

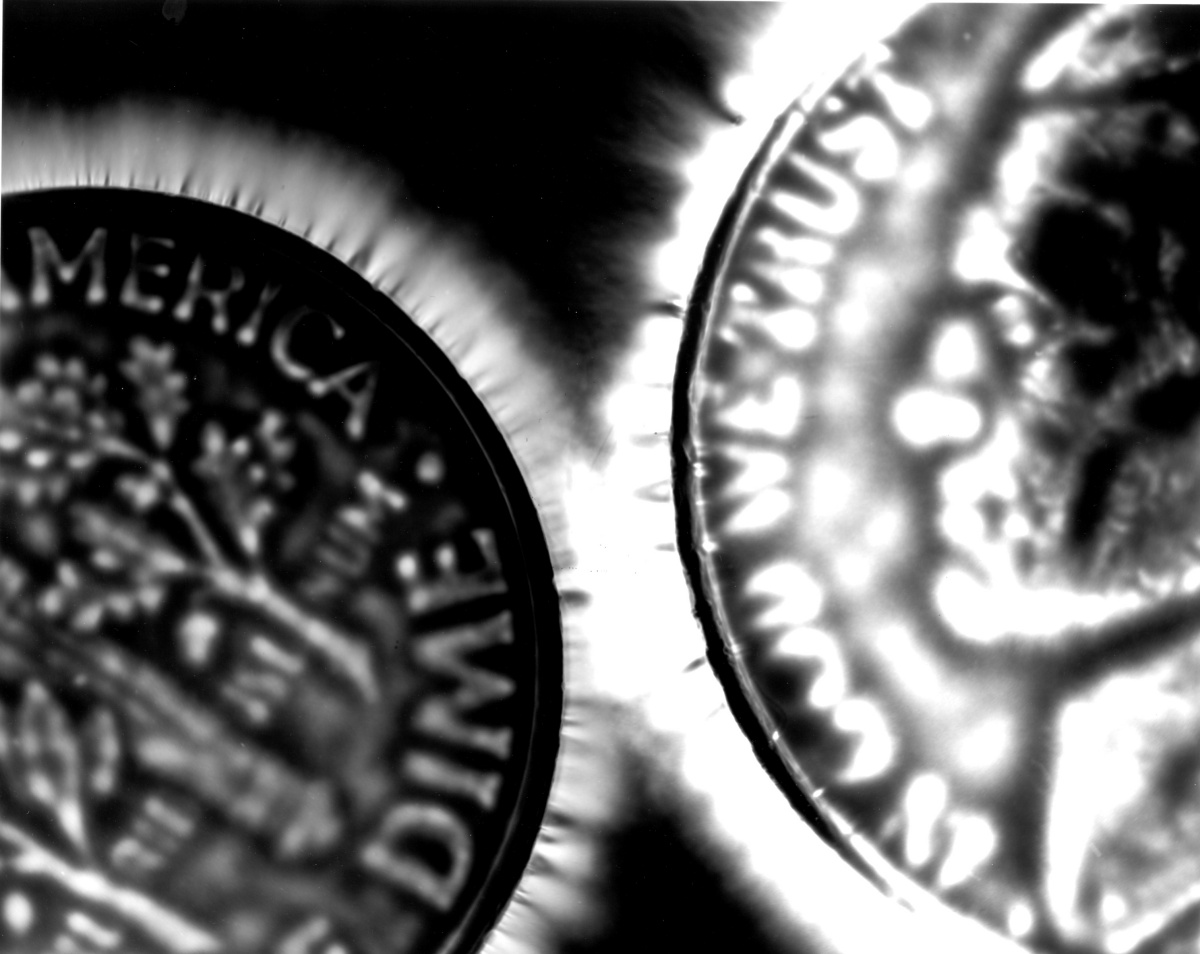
هالة كيرليان

في عام 1939 ادعى باحثان روسيان هما: "سيمون دافيد" و"فيتش كيرليان" اكتشاف هالة تحيط أي جسم حي (من بشر ونبات وحيوان) بغلاف غير مرئي يشع على هيئة موجات كهرومغناطيسية ذات ألوان تسمى الهالة أو الأورا (Aura) يطلق البعض عليها الهالة النورانية. وهذه الهالة يمكن تصويرها بكاميرا جهاز كيرليان (Kirlian photography) ورؤيتها، وادعى أيضاً أنه يمكن إثباتها علمياً وتفسير ألوانها وأشكالها على الحالة النفسية والجسدية للجسم، والهالة يمكن تقويتها أو تنظيفها.

## طرق رؤية الهالة المفترضة
- باستخدام كاميرا جهاز كيرليان وبعض النظارات الخاصة ترى الهالة بدون ألوان.
- عن طريق التدريب وزيادة تحسس العين وتوجد تدريبات عدة لرؤية الهالة خاصة في وجود ظلام ومصدر ضوء خافت جدا.
- عند الأطفال الصغار.

## تفسير علمي
المقبول لدى معظم العلماء لهذه الهالة هو ان طريقة التصوير المتبعة تنتج ما يسمى بتأثير الهالة (الكورونا) في وجود جهد كهربائي عالي، كما يحدث عند تصوير ملف تسلا. ولقد فشلت مجموعة من الباحثين في جامعة بنسلفانيا في التحقق من تلك الظاهرة ورأت أن تجربتها كانت تختلف باختلاف الرطوبة وغيرها.
أماعن التصوير فصورة الهالة عبارة عن حقل كهرومغناطيسي إلكتروني يغلف الأجسام، وعندما يجلس الإنسان على الكرسي الخاص داخل الاستديو، ويضع يده على المُحسّسات التي تتصل اتصالا مُباشراً بالجلد، فتقيس المقاومة الكهربائية حول الجلدِ (رَدّ فعل الجلدِ الكهربائيِ)، وتلك المقاومة تَتفاوتُ من شخص لآخر، طبقاً لمستوى الرطوبةَ والملحَ، وهذه المستويات متأثّرة بالعديد مِنْ الأشياءِ ومنها: الحِمْيَة، والسَّوائل، والحالة الصحية، ودرجة حرارة الجسم، والتَعَرُّق، والعاطفة، والمزاج الشخصي حال التصوير، ونشاط المخ وأعضاء الجسم، وغيرها، وتلك القياسات تغذى مباشرة إلى مُعالج إلكتروني متصل بجهاز التصوير، فيقوم بترجمتها إلى إشارات كهربائية تصل إلى داخل الآلة فتتحول إلى نمط متغير من الأضواء والألوان التي تشع على الفيلم فتنطبع عليه صُورة شبح (خيال) الهالة التي نشاهدها في الصور. وتكون النتيجة وفقاً لذلك وجود تغير مُستمر يَجعل من الهالة كائن مترقرق مُتماوج بالألوان، ونادراً ما تتطابق صورتان لشخص واحد إلاَّ إذا أَخذتَا في نفس اليومِ وفي نفس الظروف، بسبب التغيرات المستمرة التي تطرأ على المعلومات الإلكترونية إمَّا من داخل الإنسان أثناء التصوير أم من الظروف المحيطة بهِ، أو من العوامل الجوية، وكل تلك العوامل لها تأثير وتأخذ في الاعتبار عند إنشاء ملف علاجي، أو حتى ملف تذكاري.

## طريقة كيرليان في تصوير الهالة

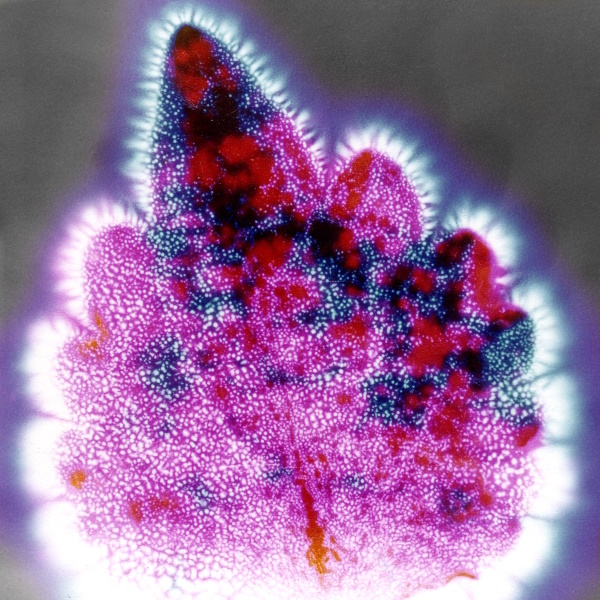
تصوير كيرليان لورقة عام 1980

بما أن كل مخلوق حي يصدر حرارة وغاز وطاقة، فإنه من المعتقد وجود هالة من الحيوية تصدر عنه أيضاً، وهذا يعني وجود توهج من اللون حول الجسم والذي يكشف عن عافيته ومزاجه وأفكاره، ومفهوم الهالات يحوم منذ القدم، وعلى الرغم من أن معظمنا لا يمكننا الكشف عنها، فإن هناك وسطاء روحيين يزعمون أنه يمكنهم رؤية هذه الدلائل على قوة الحياة.
لقد كان التحدي في السنوات الأخيرة هو العثور على طريقة لتسجيل الهالات بحيث يمكن للأشخاص العاديين رؤيتها. والمتحمسين لتسجيل وكشف هذه الهالات يعتقدون بأننا سنكون قادرين على الاستفادة من صور الهالات للمساعدة في حل المشاكل الصحية والنفسية والعاطفية وربما فهم العلاجات الروحية والصوفية الأخرى.

## هل تكشف الهالة عن المزاج والأفكار والصحة ؟
أتت معرفتنا بالهالات من الوسطاء الروحيين الذين يزعمون أنه بإمكانهم رؤيتها . وهم يقولون أن لون هالة الفرد، ومسافة تشععها من الجسد، غالباً ما تقدم معلومات حيوية عن صحة الفرد.
ويقال بأن تدرج لون وكثافة الهالة تتقلب باستمرار مع تغير أمزجة الأفراد وأفكارهم ومستويات الإجهاد لديهم. ومع ازدياد الدراسات في هذا المجال ، أصبح هناك أيضاً موافقة على نطاق واسع لمعرفة صفات الهالات وفهم ما تعنيه. على سبيل المثال ، تعكس الهالة ذات اللون الأخضر العوامل الفكرية ، بينما تعكس أية هالات بلون بني أو رمادي ظلال المرض. ولم يجمع العلم أية نتائج نهائية محددة عن الهالات بالرغم من تطوير تقنيات مختلفة في التصوير الفوتوغرافي باستمرار في محاولة لالتقاط الهالات على مادة صلبة (اقرأ أيضاً عن سر الهالة).

## طريقة تصوير كيرليان
كان أول من استخدم الهالات للأغراض الطبية هو "والتر كيلنر" وكان ذلك في عام 1911 وهو رئيس قسم العلاج الكهربائي في مستشفى سانت توماس في لندن. وقد اكتشف كيلنر أنه بمجرد النظر عبر زجاج ملون، يستطيع أن يرى خط عريض من الضوء يكتنف جسم أحد المرضى، كما لاحظ أن شكل وكثافة ولون الضوء قد تتغير وبالمثل تغيرت صحة المريض. كان "كيلنر" هو الشخص الوحيد الذي أمكنه رؤية هذا الضوء، وحتى عام 1939 لم تتقدم اكتشافاته خطوة واحدة عن ذلك. وقد اهتدى سيميون كيرليان - وهو كهربائي روسي يعمل في مستشفى - بالمصادفة إلى طريقة فريدة تماماً في التصوير الفوتوغرافي، حيث لاحظ أنه من خلال وضع كائن حي على لوحة فوتوغرافية وتشغيل جهد عالي (فولتية عالية) من خلالها، تظهر صورة مدهشة لها ألوان غريبة كأنها هالة حول هذا الجسم.
أتقن كيرليان وزوجته فالنتينا تلك التقنية. وأظهرت الصورة الأولى التي التقطاها لورقة شجر وجود الملايين من نقاط الضوء البرتقالي والفيروزي فوقها، ويبدو أنها قد انبثقت من عروق الورقة، كما ظهرت هالة غريبة حول حواف تلك الورقة، ومع مرور الوقت قاما بإجراء العديد من التجارب حتى أنهما قد قاما بابتكار جهاز يستطيع إظهار الهالات بشكل متحرك، ولاحظا أنه أثناء تمام عافية الكائن الحي ، فإن ذلك الكائن الحي يصدر صوراً لها خطوط عريضة أكثر تميزاً وإشعاعاً، في حين أن الكائنات الحية الذابلة والمحتضرة تصدر هالات ضعيفة للغاية.
اقترح كيرليان وأثبت أيضاً النظرية التي تقول بأن الألوان المختلفة تنبثق من اختلاف الأمزجة والمشاعر والأفكار. وكانت أروع تجربة هي تلك التي وقعت عندما زارهما أحد العلماء وأعطاهما ورقتين متطابقتين من أوراق الشجر لإجراء الدراسة عليهما. واحتار الزوجان لأن إحدى هاتين الورقتين كان يبدو أن لها هالة غريبة جداً ، ومع ذلك كانت تبدو طبيعية.
في فترة السبعينيات والثمانينيات من القرن الماضي أصبحت "ثيلما موس" - وهي متخصصة في علم التخاطر النفسي بجامعة كاليفورنيا - على قناعة بفائدة الهالات للأغراض الطبية ، وأخذت تعزز الرأي القائل بأن اكتشاف كيرليان كان وسيلة لعرض الطاقة الحيوية كمادة ملموسة وقابلة للإثبات حتى أنها زارت الاتحاد السوفيتي لمناقشة التقنيات مع باحثي خوارق ما وراء الطبيعة هناك. وأرادت أن تستخدم هالات كيرليان كأداة تشخيصية واعتقدت أن الموضوع يمثل خطوة تالية كبيرة للمنجزات الطبية. ولكن للأسف ، توفيت موس في عام 1997 دون تحقيق هدفها بالكامل.

## رأي المجتمع العلمي
في الواقع نظر المجتمع العلمي إلى طريقة كيرليان في التصوير الفوتوغرافي على أنها غير موثوق بها قط لتحديد الأمراض، حيث أشاروا إلى أن للرطوبة والضغط الجوي والجهد الكهربائي تأثير ملحوظ على الصورة الناتجة، ومع ذلك فإن جميع المتحمسين للهالات مقتنعون بأنه لدينا طاقة حيوية واضحة تشع من حولنا، ويقولون أنها ليست سوى مسألة وقت قبل أن يحسم الأمر ويجري تطبيقه، وأن هناك عالماً جديداً من الرعاية الشخصية ينتظر الكشف عنه.